# Locomotiva kkStB 560
Le locomotive 560  costituivano un gruppo eterogeneo di locomotive a vapore con tender, a vapore saturo, atte al traino di treni per trasporto viaggiatori o per merci costruite per le ferrovie imperial-regie austriache in due versioni, a semplice e a doppia espansione.

## Storia
Le locomotive del gruppo austriaco 560 delle kkStB vennero costruite dalla StEG in tre versioni; una tra 1900 e 1902 a vapore saturo e semplice espansione che venne numerata da 01 a 21, una seconda, con caldaia lievemente differente, che venne consegnata fino al 1906 e numerata da 22 a 34, e una terza, a doppia espansione, anch'essa consegnata tra 1900 e 1902 che prese i numeri progressivi da 51 a 71.
Alla fine della prima guerra mondiale vennero quasi tutte assegnate alle ferrovie cecoslovacche divenendo il gruppo ČSD 344 eccetto tre unità che furono consegnate alle Ferrovie dello Stato Italiane.
Durante la seconda guerra mondiale la Deutsche Reichsbahn ne incorporò alcune unità come DR 54.5.
Alcune locomotive della ČSD, pur con molte modifiche, sono sopravvissute fino agli anni sessanta.

## Caratteristiche
Le locomotive da 01 a 34 erano a 2 cilindri, a semplice espansione. Le unità da 51 a 71 erano invece a doppia espansione.
Le macchine erano pressoché identiche; di rodiggio 1-3-0 con le tre ruote motrici, da 1.440 mm, accoppiate a biella e azionamento sull'asse centrale. Il carrello di guida anteriore "Adams" era da 995 mm. Il passo rigido era contenuto in 3.500 mm.
Le locomotive avevano i caratteristici due duomi collegati da un tubo orizzontale, come la maggior parte delle locomotive austriache del periodo, allo scopo di ottenere un miglior prelievo di vapore secco.
La caldaia differiva lievemente nella seconda serie, 560.22-34, per avere 229 tubi di fumo anziché 231, come le altre, tuttavia era ottimizzata per una pressione di esercizio di 13 bar anziché 12. Il miglior rendimento in vapore le consentiva di raggiungere una maggiore velocità, 70 km/h anziché 60 km/h.